# 厚壁組織
厚壁組織(こうへきそしき、英語: sclerenchyma)とは、厚壁細胞による植物体を支持する組織のことである。

## 概要
厚壁組織は非成長部位を支持している植物の組織で、しばしば成熟すると死に、二次細胞壁をもつ細胞が密に集まって構成される。植物の茎や葉の中肋で見られ、維管束植物では木部と師部のどちらにも存在している。

## 厚壁細胞

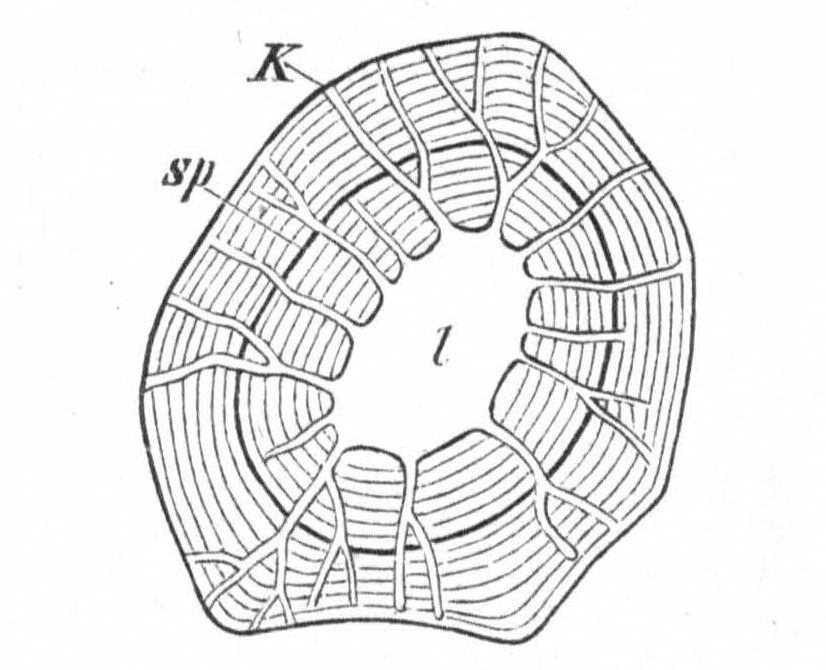
ダリアの一種Dahlia variabilisの茎における厚壁細胞の図

厚壁細胞とは、厚壁組織を形成して機械的強度を与える細胞である。厚壁細胞の形状や大きさは様々で、繊維と厚壁異型細胞の2種類が存在するが、一概に区別されるわけではなく、両者の中間系の繊維厚壁異形細胞も存在しうる。厚壁細胞の二次細胞壁はリグニンを多く含んで木質化しており、伸縮性を失っている。また、壁孔があって著しく肥厚している。

### 厚壁繊維

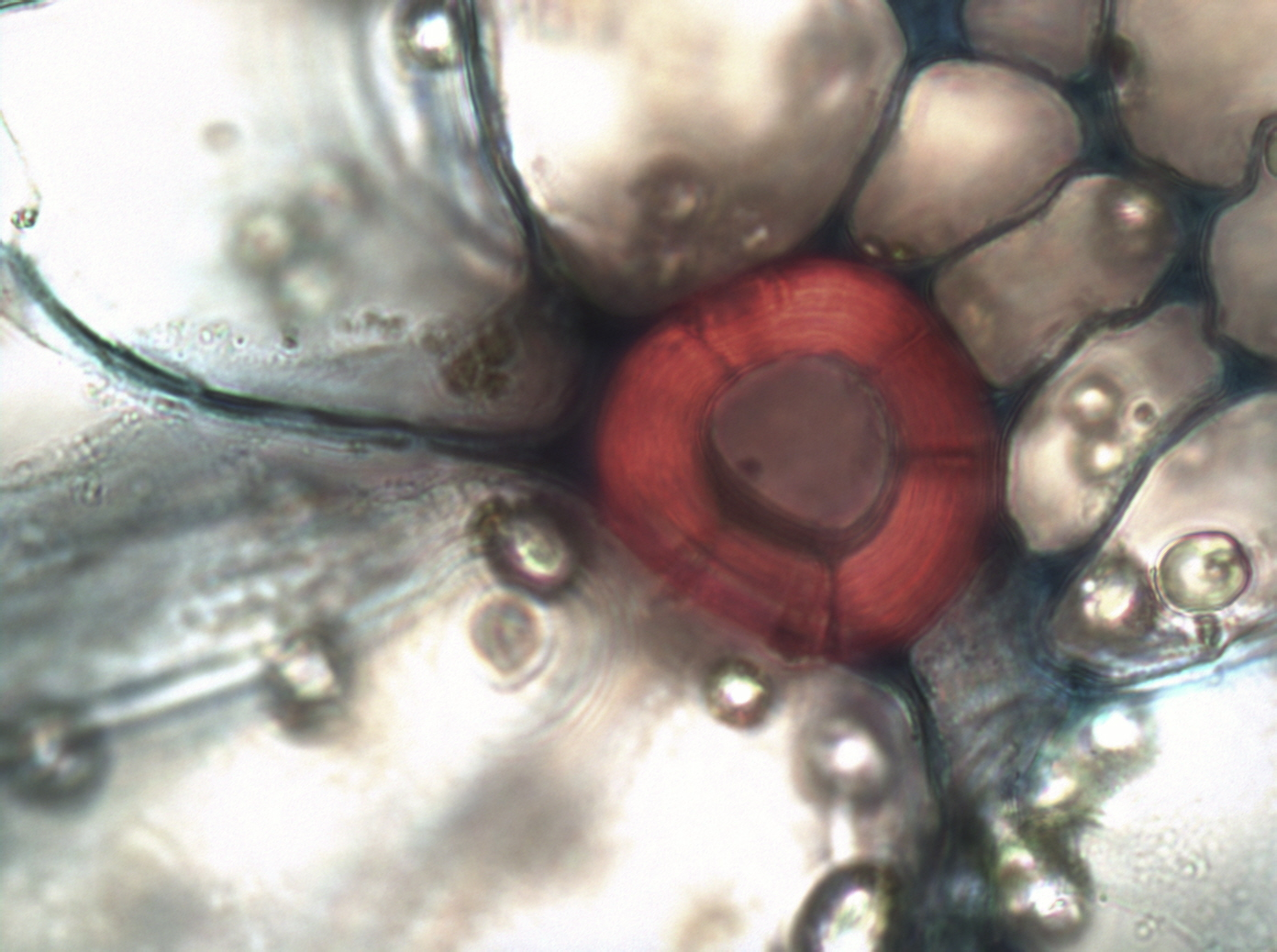
サフラニンTで染色されたベゴニアの葉柄の厚壁繊維の断面図

繊維(英語: fibre)または厚壁繊維(英語: sclerenchyma fibre)は、厚壁細胞のうち紡錘状に長く伸びた形状のものであり、植物の葉の維管束や茎、根に見られる。繊維の役割は、草本植物の葉や茎に、耐荷重性や抗張力性を付与することである。単子葉類では維管束の周囲を囲む丈夫な維管束鞘を形成している。木部にあるものは木部繊維、師部にあるものは師部繊維と言い、維管束形成層の外側にある繊維は靭皮繊維と呼ばれることもある。

### 厚壁異型細胞
厚壁異型細胞（英: sclereid）は形状がとても多様で周皮、皮質、髄、木部、師部など様々な組織に存在する。厚壁異型細胞には比較的丸い形の短形厚壁異型細胞、棒状の長形厚壁異型細胞、星形の星状厚壁異型細胞、棒状で両端の広がった骨状厚壁異型細胞、細胞間隙に枝を伸ばす毛状厚壁異型細胞、長く時に枝を持つ糸状厚壁異形細胞、各方向の直径がほぼ等しい多面体状をした石細胞などがある。種皮や堅果の殻、ナシの果実に多く、堅果の殻や種皮においては硬さを、果物のナシにおいてはザラザラした舌触りを与えている。